# 長者學苑
長者學苑是勞工及福利局和安老事務委員會推行的一個計劃。長者學苑的目的是推廣終身學習，令長者保持身心健康。此計劃結合香港的中小學、大專及福利機構推行，委員會將分發種子基金予各參與機構，機構則利用已有的資源、場地等，提供課程予長者參與，一圓長者上學的夢想。直至2009年，全港各區共成立了78間長者學苑，包括7間大專院校。